# 美濃加茂市立北中学校
美濃加茂市立北中学校（みのかもしりつ　きたちゅうがっこう）は、かつて岐阜県美濃加茂市に存在した公立中学校。

## 概要
- 1969年、加茂郡富加村の富加中学校と統合し、双葉中学校の新設により廃校。

## 沿革
- 1947年（昭和22年）
  - 4月1日 - 三和村に三和村立三和中学校が開校。
  - 9月8日 - 伊深村が学校組合仮称富田中学校から離脱。伊深村単独で伊深村立伊深中学校を開校する。
- 1952年（昭和27年）4月 - 三和中学校と伊深中学校を統合し、三和村伊深村組合立伊深中学校となる。校舎は三和村大字川浦の旧・三和中学校[注釈 2]を使用。
- 1953年（昭和28年）4月 - 川辺町の川辺中学校、上米田村の上米田中学校、伊深中学校を統合し、川辺町上米田村三和村学校組合立中部中学校を設置する。三和村伊深村組合立伊深中学校は伊深村立伊深中学校に改称し、中部中学校三和分校との併設となる。
- 1954年（昭和29年）4月1日 -
  - 太田町、古井町、下米田村、伊深村、蜂屋村、山之上村、加茂野村、三和村が合併し、美濃加茂市が発足。同時に美濃加茂市立伊深中学校に改称する。
  - 川辺町川辺に統一校舎が完成。加茂郡学校組合立中部中学校に改称する。中部中学校三和分校は廃止され、美濃加茂市立伊深中学校の単独校舎となる。
- 1955年（昭和30年）
  - 4月1日 - 美濃加茂市立北中学校に改称する。
  - 9月 - 伊深町下切に新築移転。
- 1965年（昭和40年） - 北中学校と富加村の富加中学校との統合が検討され、第一回市村両教育委員会合同協議会が開催される。
- 1968年（昭和43年）11月 - 両校の統合が美濃加茂市、富加村の両議会で議決される。
- 1969年（昭和44年）3月31日 - 北中学校と富加中学校を統合。双葉中学校の新設により廃校。双葉中学校校舎未完成のため、旧・北中学校校舎は双葉中学校北教室として使用する。
- 1970年（昭和45年）9月1日 - 双葉中学校の校舎が完成し、北教室は廃止。